# Запрудное (Кстовский район)
Запру́дное — село в Кстовском районе Нижегородской области, административный центр Запрудновского сельсовета.

## Физико-географическая характеристика

### Географическое положение
Село Запрудное располагается в 45-ти километрах от Нижнего Новгорода и в 20-ти километрах от Кстова на федеральной трассе М7 (Москва — Нижний Новгород — Казань — Уфа), в центральной части муниципального образования «Запрудновский сельсовет».
Высота центра села над уровнем моря 110 м.
В северной части село пересекает автомобильная дорога федерального значения М7, которая проходит с запада на восток и делит территорию села на две части: северную и южную.
Южная часть села также разделяется автодорогой на д. Калинино на западную и восточную части.
Западная часть территории села занята жилыми зонами: малоэтажной индивидуальной застройки (1—2 этажа) с приусадебными участками, малоэтажной многоквартирной застройки (2—3 этажа), среднеэтажной многоквартирной жилой застройки (4—5 этажа). В центральной части располагается общественный центр села с объектами культурно-бытового обслуживания, имеется общеобразовательная школа, детский сад, спортивные площадки. В южной части размещается площадка рынка недвижимости с малоэтажной индивидуальной застройкой (1—3 этажа) с приусадебными участками, южнее резервы ее развития.
В восточной части расположены предприятия производственной зоны (III, IV, V классов вредности), большой массив индивидуальных гаражей располагается напротив.
Южнее производственной зоны находится территория коллективных садов.
Северная часть представлена производственной зоной, примыкающей к автомобильной дороге с севера, и кварталами малоэтажной индивидуальной жилой застройки (1—3 этажа) с приусадебными участками.
С юга село ограничивает проектируемая автомобильная дорога федерального значения — южный обход Нижнего Новгорода.

### Геологическое строение и гидрогеологические условия
Согласно материалам бурения разведочно-эксплуатационных скважин, геологическое строение участка от поверхности земли следующее:
| Геологический индекс | Краткое описание пород                                                                                     | Глубина подошвы слоя, м |
| -------------------- | --- | ----------------------- |
| ed QII-III           | Суглинок                                                                                                   | 6-8                     |
| P2 kt                | Глина пестроцветная, песчаник, мергель                                                                     | 48-50                   |
| P2 ur2               | Глина, мергель, алевролит                                                                                  | 63-65                   |
| P2 ur2               | Мергель, песчаник                                                                                          | 77-80                   |
| P2 ur1               | Глина с прослоями мергеля и песчаника                                                                      | 98-100                  |
| P2 ur1               | Глина пестроцветная с прослоями мергеля, песчаника, алевролита. В разрезе отложений возможны прослои гипса | 130                     |
| P2 kz1               | Известняк доломитизированный, крепкий, плотный, загипсованный                                              | 145-150 (вскрыто)       |

Рассматриваемая территория характеризуется наличием подземных вод в отложениях котельнической серии северодвинского горизонта, уржумского горизонта татарского яруса, а также нижнего подъяруса казанского яруса верхней перми.
Питание водоносных свит происходит за счет инфильтрации атмосферных осадков, а также за счет перетекания из вышележащих гидрогеологических подразделений. Разгрузка осуществляется в овраги и в долины рек в виде родникового стока.

### Климат
Климат умеренно континентальный с холодной продолжительной зимой и умеренно теплым коротким летом.
| Показатель | Янв.  | Фев.  | Март | Апр. | Май  | Июнь | Июль | Авг. | Сен. | Окт. | Нояб. | Дек. | Год |
| --- | ----- | ----- | ---- | ---- | ---- | ---- | ---- | ---- | ---- | ---- | ----- | ---- | --- |
| Средняя температура, °C | −11,8 | −11,1 | −5   | 4,2  | 12,0 | 16,4 | 18,4 | 16,9 | 11,0 | 3,6  | −2,8  | −8,9 | 3,6 |
| Средняя влажность, % | 85    | 81    | 78   | 70   | 62   | 63   | 70   | 73   | 76   | 82   | 86    | 86   | —   |
| Источник: Проект генерального плана cельского поселения «Запрудновский сельсовет» Кстовского района Нижегородской области. |       |       |      |      |      |      |      |      |      |      |       |      |     |

Абсолютный минимум температуры января — −40 °C, абсолютный максимум температуры июля — +37 °C.
Переход среднесуточной температуры воздуха через 0 °C к положительной — в начале апреля, к отрицательной — в конце октября. Глубина промерзания грунта 120—160 см.
Дата выпадения первого снега обычно близки к осенней дате перехода среднесуточной температуры воздуха через 0 °C. Сход снежного покрова приходится на середину апреля. Образование устойчивого снежного покрова происходит в третьей декаде ноября, хотя колебания сроков из года в год довольно велики. Количество дней со снежным покровом — около 154.
Село находится в зоне достаточного увлажнения. Количество осадков за апрель — октябрь — 410 мм. Суточный максимум осадков — 72 мм. Наибольшая интенсивность осадков летом, но в осенне−зимний период они чаще и продолжительнее.
В течение года наиболее часты ветра южного (18%), юго-западного (27%), западного (14%) направлений. Годовой ход скорости ветра выражен ясно. Наибольшие скорости — с октября по март, наименьшие — летом. Максимальная скорость ветра (21 м/с) возможна один раз в году. Один раз в 20 лет — до 28 м/с. Среднегодовое количество дней со штилем — 40. Среднегодовое число дней с туманами — 30—40.

## История

### Село в XIV — XVIII веках
Запрудное — одно из древнейших сел Поволжья. Оно впервые упомянуто в Нижегородской летописи под 1371 годом:

Втоже время былъ въ нижнемъ новѣ градѣ Гость тарасій Петровъ сынъ, Болши его изъ гостей небыло. Откупалъ онъ полону множество своею казною всякихъ чиновъ людей. И купилъ онъ себѣ вотчину у великаго князя за кудмою, на рѣчкѣ на судовикѣ шесть селъ: село садово, а въ немъ церковь Бориса и Глѣба. Да Хрѣновское, Да запредное, Да залябьейково, да мухарки. А какъ запустѣлъ отъ татаръ тотъ уѣздъ, и Гость тарасій съѣхалъ къ москвѣ изъ нижнего.

В начале XIV столетия село принадлежало мордовскому князю Мурапчину. После же основания в 1341 году Нижегородско-Суздальского княжества самый состоятельный нижегородский купец Тарас Петрович Новосильцев откупил его в 1371 году вместе с обширными землями по берегам речки Сундовика (это территория современного Лысковского района), заселив село выкупленными из татарского плена русскими людьми.
Одна из легенд гласит, что свое название село получило от имени тихоструйной речки Запрудненки, на которой оно стояло, именовавшееся так из-за перегораживаемых речку мельничных плотин местных крестьян. 
Другая легенда говорит о том, что раньше жители Запрудного делали свистульки или дудочки из бузины или тальника, который рос в большом количестве по берегам речки, и поэтому эту речушку стали называть Дударовка. Эти две легенды сохранились в народных преданиях.
В течение нескольких десятилетий село развивалось в относительно мирных условиях жизни под защитой гарнизона Нижнего Новгорода на важнейших торговых путях Древней Руси, но в 1377 году, после набега на край сначала царевича Золотой Орды Араб-шаха (Арапши), а затем и мордовских князей — Запрудное было разорено. В конце XIV века князь Василий Дмитриевич Кирдяпа подарил Нижегородскому Печерскому монастырю поля Запрудное, Коропово и село Юрьевское с деревнями. Но каждый раз село возрождалось на пепелищах вновь и вновь.
В середине XVI века Запрудное значилось государевым бортным силищем, приписанным к селу Кадницы: в 1561 году писец Петр Туров описал в числе дворцовых нижегородских сел и «Кадниче на реке на Кудьме, а в нем была церковь Иван Святый, и тое церковь разорили казанские люди. Да в селе 6 дворов крестьянских да 4 займища, а людей во дворех и на займищах 10 человек, а оброку давали с села с Кадниче да с пустоши с Дударева да с селышка Запрудново по дворецкой грамоте 6 пуд меду да пошлины».
Обилие меда вызвало в Нижегородском крае широкое развитие местного бортничества (борть — колода для пчел, подвешиваемая на дерево или дупло). Государство отводило в лесах участки — «бортные ухожаи», которые передавало бортникам-пчеловодам в оброчное содержание. Съемщики обязаны были ежегодно платить по 1 пуду меда в срок на Семенов день (1 сентября), пчел разводить вновь и заботиться о новоделье, на перевод не пустошить пчел, в чужие бортные участки не ходить, лесу дельного (т.е. строевого) не ронять, сторонних людей в лес не пускать. Договор заключался письменный, при свидетелях; в случае гибели в лесу бортных деревьев с бортников взималась большая пеня. Получив участок, бортник придумывал, для отличия его от всех других, особое клеймо — «знамя», попросту делал затесы на дереве. Кроме сбора медом, с бортников причитались еще в пользу государя пошлины деньгами.
После присоединения в 1552 году Казанского ханства к Москве в Запрудном была восстановлена церковь и оно стало официально именоваться селом. Сохранялось таковым и в годы Черемисских войн конца XVI столетия. В 1588 году Запрудное по-прежнему оставалось дворцовым селом, но в начале XVII века (видимо в 1606 году) Запрудное было пожаловано «боярским» царем Василием Ивановичем Шуйским в поместье оказавшимся на русской службе в нижегородском гарнизоне немцам: Ивану Беиру, Юрию Юрьеву, Петру Берзуну и Ивану Дедрикову. Впоследствии помещики отчасти менялись, но по-прежнему село оставалось во владении служилых иноземцев вплоть до XVIII столетия. Каждый помещик считал необходимым иметь в Запрудном свой двор, поэтому необычным по составу жителей село оставалось и после воцарения Михаила Федоровича Романова, в 1613 году. Тогда в Запрудном стояло 6 помещичьих усадеб, 6 крестьянских и такое же число бобыльских дворов — всего 21 двор, вместе с дворами попа Рождественской церкви Дея Евдокимова и его причетников. Причем, у немца Клауса Гетлина в 1613 году в селе было сразу 2 помещичьих усадьбы, но не оказалось ни одного крестьянина. Принадлежащие же ему пашни оказались давно заброшенными, поросшими кустарником и мелколесьем. 
Стабилизация положения в стране после «Смуты» благотворно сказалось и на жизни нижегородского села Запрудного. В 1618-1623 годах была построена Рождественская церковь. В 1621-1623 годах в нем, кроме дворов причта Рождественской церкви, насчитывалось уже 8 помещичьих усадеб, 50 дворов крестьянских и 9 дворов бобыльских — всего 70! Менее чем за десять лет численность жилых дворов в селе возросла более чем в 3 раза!
Тенденция заметного роста числа дворов и значительного увеличения жителей в Запрудном отмечалась до середины XVII века. Тогда село оставалось во владении служилых иноземцев и их родственников, но сами они в Запрудном уже не жили. Помещичьи усадьбы занимали их слуги или наемные работные. У Петра же Етлина все крестьяне разбрелись по дальним районам России и его части села дома стояли пустыми, с давно забитыми окнами и дверьми.
Тем не менее в Запрудном число жилых дворов к 1646 году достигло 49 крестьянских хозяйств и 21 бобыльских. Общее же число мужчин в селе оказалось тогда 215 — более 430 человек обоего пола! Но стремление иноземцев получить со своих поместий наибольший доход и усиление эксплуатации вынудило часть запрудновцев бежать из родного села. Так в 1642-м году вместе с женой и детьми бежали из Запрудного Степан Степанов по прозвищу Грохотин, и Максим Марков, прозванный в обиходе Корноухом. Но тут же, в самом селе, нередко вылавливали сыщики беглых из других районов России. Так, в 1646 году власти Троице-Сергиева монастыря обнаружили в Запрудном своего беглого крестьянина Григория Федорова и вместе с детьми и нажитым имуществом вывезли на прежнее место жительство, в подмосковное село Тургенево. К середине XVII века все приписанные к селу земли оказались хозяйственно освоенными, в том числе и те, которые десятилетиями оставались заброшенными - под перелогом. Бобыли же по-прежнему занимались работами в лесу (рубкой строевого леса и жжением древесного угля, бортничеством и охотой), а также отходными промыслами (возили по подрядам хлеб и иное крестьянское «зделье» своих состоятельных односельчан на Макарьевскую ярмарку, нанимались летом в работные на купеческие караваны волжских судов).
Крупным торгово-промысловым селом Запрудное вступило в бурную и противоречивую в оценках Петровскую эпоху. Несмотря на увеличивавшиеся с каждым годом поборы в казну (кроме обычных денежных и натуральных податей своим помещикам запрудновцы ежегодно платили дополнительные деньги на наем лошадей для перевозки государственных грузов, ямщикам «на подмогу», на выкуп пленных из неволи, на строительство российского морского флота, «на корм» офицеров, присылаемых в Нижегородский край для исследования «татинных и разбойных» дел), оно сумело сохранить тогда как численность населения, так, в основном, и число жилых дворов. В начале XVIII столетия в Запрудном кроме 5 усадеб помещиков и 3 дворов причта Рождественской церкви насчитывалось 54 крестьянских хозяйства и 27 изб бывших бобылей.
Среди 5 усадеб помещиков находилась усадьба Ольги Васильевны Чичериной-Пушкиной — бабушки А.С. Пушкина. Село Запрудное входило в вотчину помещицы с 1715 по 1852 годы. В селе находилась главная ее контора, власть которой распространялась на деревни Бешенцево, Новинки и другие поселения.
В Запрудном жила сестра бабушки А.С. Пушкина (двоюродная бабка) Варвара Васильевна Чичерина. Когда она умерла в 1825 году, ее Калужское имение перешло к дяде поэта Василию Львовичу Пушкину. А отец, Сергей Львович, в этом же году получил по завещанию деревню Кистенево, которую позже подарил сыну к свадьбе. Кистенево входило в Сергачский уезд Нижегородской губернии. Горьковские краеведы обнаружили в уездных архивах документы «о вводе коллежского секретаря А.С. Пушкина во владение».
Таким образом жизнь великого поэта, его родственников связана с селениями нашей области, среди которых, наряду с Болдиным, Сергачем, Кистенево, можно упомянуть и село Запрудное. Бытует версия, что и сам великий поэт приезжал для сбора материалов повести «Капитанская дочка».

### Запрудное с XIX века

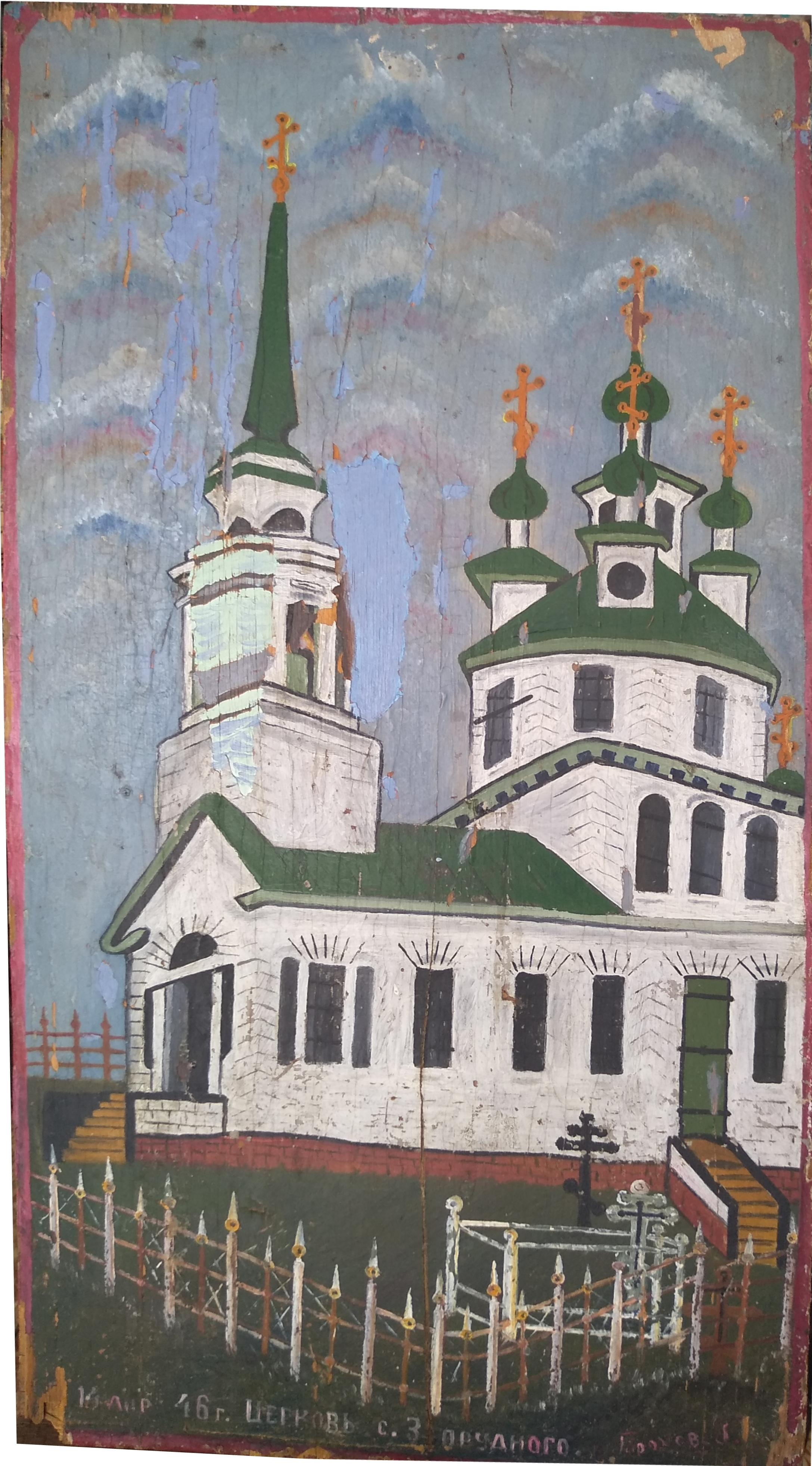
Церковь в честь Рождества Пресвятой Богородицы с. Запрудное. Работа Евгения Георгиевича Горохова, 16 апреля 1946 год.

Деревянная церковь в честь Рождества Пресвятой Богородицы построена, согласно адрес-календарю Н. Н. Драницына, в 1796 году. Храм двухпрестольный: главный холодный престол назван в честь Рождества Пресвятой Богородицы, второй престол — в честь Николая Чудотворца. Священником был иерей Константин Аркадьевич Виноградов (59 лет, в приходе с 1871 года), псаломщиком — П. А. Алмазов (58 лет, в приходе с 1887 года). Церковный староста К. А. Чигаров, служил в приходе с 1901 года. Служба в церкви была по праздникам. Венчались тоже в церкви и не только запрудновские, но и калининские и докукинские.
В XIX веке в Запрудном было четыре помещика — четыре барщины. Всё село было разделено на четыре части и каждая принадлежала помещику. Самый богатый был Куприянов, принадлежали ему конец села и порядок за рекой. Самый бедный из помещиков — Чичерин, но самый злой, имел всего 10 хозяйств. Он заставил своих крепостных крестьян рыть са́жалку (озеро). Крестьянам дорого было время — надо было свои поля обрабатывать, а их заставляли копать для барина. И они копали землю лопатами, выносили её на носилках. Выкопали, посередине озера бугорок — островок оставили. Там беседку (щлянку) застеклённую выстроили, мост с берега провели. Берега обсадили кустарниками — бузиной. Когда цветёт красиво и осенью ягодой красной покрывается — тоже красиво. Барин с барыней и с гостями гуляли на лодках по озеру, в беседке чай пили. В 1900 году пожар был большой, и на са́жалке тоже всё сгорело. Вётлы большие, старые с дуплами, в 2 и 3 обхвата — сохранившиеся до наших дней — тоже были посажены крепостными барина Чичерина. Помещик умер в 1886 году, похоронен с женой у церкви. И памятник там был мраморный, а слова золотые. В 1917 году был пожар (сторож жаровню оставил от кадил) — церковь сгорела и больше не восстанавливалась, памятник обгорел и с этих пор всё нарушилось. Село Запрудное было с забитым, неграмотным населением.
Земли у крестьян было мало, поэтому садов в селе не было, даже малины и смородины не садили — ценили каждый клочок земли. На семью в среднем приходилось 3/4 га (75 соток) земли. Землю делили не по едокам, а по душам (душой считались люди мужского пола). Многие семьи были большие, и если в семье человек десять и все в основном девочки, то на них землю не выделяли. Поэтому Запрудновцы, кто мог, шли на заработки к волгарям в Кадницы. В Кадницах земля была, а обрабатывать её всю не могли, так как весной мужчины уходили на Волгу на пароходы служить. Вот они и отдавали землю обрабатывать крестьянам из других сёл. Запрудновская беднота обслуживала кадницких. Зарабатывала пудов 12, а женщины — жнеи — по 25 пудов. На прокорм хватало с помощью этих заработков. Для обуви и одежды использовали шерсть и шкуры овец — валяли валенки, шили шубы. Бельё шили из холоста, который изготовляли сами изо льна: посеют лён, сожнут, свяжут в снопы, мочат его, потом мнут, треплют, прядут и только потом из нитей ткут. Сеяли льна 20 фунтов в год (8 кг).
Когда у крестьян появлялась излишняя сила (парни, если их было несколько в семье), — их родители посылали на водный транспорт в матросы. Шли в Кадницы на поклон к капитану парохода зимой. Чтобы попасть в матросы, капитан осматривал парня с головы до ног, заставлял расколоть «пятерик» дров (5 погонных сажень по 26 вершков длиной — больше пяти кубов) или пилить, проверяя силу и здоровье. К зиме парни приезжали домой с водного транспорта. Если сын привозил деньги, тогда ему разрешали из чугуна целую неделю брать на выбор картошку. Оклад был у матросов 12 рублей в месяц, 2 рубля 50 копеек отдавали в столовую, отдельно платили за сахар, чай, белый хлеб.
Первый советский магазин был открыт в 1927 году, продавцом стал Чупрунов Михаил Якимович.
Колхоз в Запрудном образован был в феврале 1930 года. Приехавший из района представитель райисполкома Ныров организовал собрание в школе, на котором Михаила Якимовича Чупрунова избрали в члены правления организованного колхоза счетоводом, так как он был грамотным человеком, прекрасно разбирался в математике. У Чупрунова племянник служил на границе прожектористом — границу освещал и Михаил Якимович предложил назвать колхоз «Прожектор» — что он будет жизнь освещать. Председателем избрали водника Аляева Александра Николаевича. Он был коммунистом, но приезжал только на зиму, селом не интересовался и люди были не в духе от такого председателя.
Весной в сельском совете организовали сбор семян от населения, за неподчинение — могут расстрелять. Дали помещение для семян, которое оказалось непригодным, так как полы были со щелями, крыша дырявая. Амбар отремонтировали лесом, привезённым Чупруновым из-за Волги для ремонта дома. Начали принимать семена по едокам. Объясняли людям, как будет улучшаться жизнь. Семена сдали почти все, только 4 семьи не сдали — собрали семян достаточное количество для сева, стали сортировать, работали активно. Сторожили семена день и ночь. К севу подготовились как для себя.
А тут вышла статья И. В. Сталина «Головокружение от успехов». Читали статью все, переходила она со двора на двор. Смысл был понят: колхоз организовать только на полном доверии. Члены только что организованного колхоза заколебались, а председатель Аляев А. Н. не вступился за сохранность колхоза и смотрел на это «сквозь пальцы». Люди стали приносить заявления о выходе из колхоза. Остались только несколько семей: Новиковы, Чупруновы, Кокурочкины. Стали раздавать семена, всё опять перевешивали — и семена и отходы. Из-за неудачной политики в организации колхоза, он распался.
Второй колхоз назвали «Пробуждение». Опять предложил название М. Я. Чупрунов: «сначала уснули от политики, а теперь пробуждаемся». Приехавший из райкома Александров Фёдор Васильевич начал организацию колхоза уже другим способом: решено было подобрать людей для колхоза и этих подобранных людей пригласить на собрание, выбрать учредителей колхоза из их среды. Из первого колхоза как раз оказалось 5 человек: В. С. Швецов, М. Я. Чупрунов, Н. В. Новиков, И. Я. Кокурочкин, П. С. Сауткин. На проведенном собрании выбрали председателем Швецова Вячеслава Степановича.
Приступили к работе. Прежде всего, стали агитировать тех людей, которые имели лошадей — без лошадей в колхозе ничего не сделать. В колхозе стало 3 лошади: одна крива на левый глаз, другая на трёх ногах, так как нога у неё была срезана сошником. Пригласили Гусева Алексея Фёдоровича, — у них была лошадь, у отца его была мельница. Также помогал в организации колхоза сын Н. В. Новикова, комсомолец. Большую помощь в работе колхоза оказывала учительница Евдокия Михайловна Ермакова — в сенокос выходила в поле разбивать валки. Стали наделять землю и колхозу нарезали самую лучшую. Семян хватило. Очень большой собрали урожай, который разделили по трудодням — колхозникам выдали по 8 кг зерна. Все были довольны.
В 1959 году был организован один из крупнейших совхозов Кстовского района — «Запрудновский».
В современном виде село было основано в конце 60-х годов XX века как экспериментальное поселение сельского типа и было изначально прикреплено к совхозу «Запрудновский». Первоначально существующая малочисленная деревня в настоящее время называется «Старое Запрудное».
14 ноября 1985 года село Запрудное посетил член Политбюро ЦК КПСС, председатель Президиума Верховного Совета СССР Андрей Андреевич Громыко. На животноводческом комплексе А. А. Громыко побеседовал с работниками фермы, осмотрел культурно-спортивный комплекс, посетил новый дом супругов полевода Нины Александровны и электрика Юрия Дмитриевича Сухановых, встретился с детьми и воспитателями в детском комбинате совхоза.
Сегодня село представляет собой крупный культурно-производственный центр: есть средняя школа, Дом культуры, библиотека, детсад, амбулатория, аптека.
В 2012 году для прихожан построена деревянная храм-часовня в честь Рождества Пресвятой Богородицы. 21 сентября 2012 года церемонию освящения храма провёл Благочинный Кстовского округа Нижегородской Епархии иерей Алексей Ёлкин.
2 мая 2013 года в Запрудном случился крупный пожар — сгорело более 200 хозяйственных построек.
20 августа 2017 года в селе Запрудное состоялась закладка деревянного храма в честь святой мученицы Татианы. Ранее на его месте был пустырь. Чин закладки совершил митрополит Нижегородский и Арзамасский Георгий. 10 октября 2019 года состоялось освящение Татианинского храма, рассчитанного на 200 человек. Чин освящения возглавил митрополит Нижегородский и Арзамасский Георгий.
В рамках проекта «Формирование современной городской среды на 2018—2022 годы» в 2018 году на центральной аллее была произведена установка новых лавочек и урн, установка уличного фонтана, работы по замене уличного освещения. В 2019 году на аллее выполнены работы по устройству дорожек (тротуарная плитка и резиновое покрытие), озеленению территории, по организации видеонаблюдения и созданию беспроводной локальной сети Wi-Fi. В октябре 2019 года центральная аллея села Запрудное была торжественно открыта.

## Население
Изменение численности населения происходит под влиянием как естественного, так и механического движения.
Распределение населения по возрастным группам на 2010 год следующее: дети от 0 до 15 лет — 15,6 %; трудоспособное население — 61,4 %; старше трудоспособного возраста — 23,0 %.
Данные показатели характеризуют низкий уровень детской возрастной группы, однако трудоспособное население занимает в общей численности значительную величину, что может послужить хорошим фактором в дальнейшем положительном изменении возрастной структуры населения.
Из общей численности населения 44 % составляют мужчины и 56 % — женщины.
| 2002 | 2010  |
| ---- | ----- |
| 1852 | ↘1834 |

## Экономика

### Совхоз «Запрудновский»
Совхоз «Запрудновский» был организован в ноябре-декабре 1959 года из двух колхозов — «Путь к коммунизму» (с. Запрудное) и «Коммунист» (с. Варварское). В 1962 году в состав хозяйства вошел колхоз «Память Парижской коммуны» (с. Шава), а в 1978 году к нему присоединили часть земель совхоза «Слободской», который был расформирован в связи с низкой рентабельностью и недостатком кадров.
Первым директором совхоза в 1959 году был назначен Алексей Семёнович Емелин. В 1961 году его сменил Павел Фёдорович Каменев. Последующие руководители совхоза Юрий Осипович Угаров, Николай Дмитриевич Тарасов — заслуженный работник сельского хозяйства, Вячеслав Иванович Никитин — кандидат экономических наук. В 1982 году руководство хозяйством принял заслуженный работник сельского хозяйства РФ Александр Валентинович Исайкин.
Благодаря упорному труду руководителей и всех работников совхоза за успехи в развитии сельского хозяйства главный комитет ВДНХ наградил совхоз «Запрудновский» дипломом 3 степени. Дояркам Людмиле Васильевне Королёвой, Людмиле Ивановне Люндиной присвоено звание заслуженные работники сельского хозяйства. В 1973 году Указом Президиума Верховного Совета СССР бригадиру совхоза Михаилу Ивановичу Гогину было присвоено звание Героя Социалистического труда с вручением ордена Ленина и золотой медали «Серп и Молот».
В 1974 году хозяйство перешло на цеховую структуру управления производством, в состав которой входят цеха растениеводства, животноводства, механизации, обслуживающий цех и финансово-экономическая служба, что привело к упразднению лишних ступеней управления. Во главе цехов стоят главные специалисты, которые стали не только теоретиками, но и организаторами производства. В хозяйстве имеется 4 производственных участка: Запрудное, Варварское, Шава, Слободское.
Отрасль животноводства представлена молочным скотоводством. Товарной продукцией животноводства является молоко, мясо крупного рогатого скота и скот чёрнопёстрой породы. Скот содержится на кормах собственного производства. Отрасль растениеводства представлена товарными культурами — зерновые, картофель; кормовыми культурами — кукуруза на силос, многолетние травы, однолетние травы. Из зерновых культур выращивают озимую пшеницу, ячмень, овес, зернобобовые — горох, вику. Товарной продукцией растениеводства является продовольственное зерно и картофель. В состав вспомогательных производств входят: автотракторный парк, 2 ремонтно-механические мастерские, строй цех, мельница. Обслуживающее производство представлено столовой, работающей круглый год.
21 апреля 1992 года на базе совхоза «Запрудновский» организовано акционерное общество закрытого типа «Запрудновское». 28 февраля 1997 года АОЗТ «Запрудновское» переименовано в ЗАО «Запрудновское». По состоянию на 2008 год коллектив составляли 400 постоянных работников, площадь сельскохозяйственных угодий — 7200 гектаров, в том числе 5500 гектаров пашни, в хозяйстве насчитывалось 3500 голов КРС (из них 1400 коров), было надоено 6240 тонн молока (40% молока, произведенного в Кстовском районе), площадь сельскохозяйственных угодий — 7200 гектаров, в том числе 5500 гектаров пашни, собрано 4734 тонны зерна, 2686 сена, заложено более 18 тысяч тонн силоса и сенажа. Молоко реализовывалось на Кстовский молочный завод, хладокомбинат «Заречный», продавалось с молоковозов в Нижнем Новгороде.
Организация ЗАО «Запрудновское» ликвидирована 31 марта 2017 года в связи с банкротством. В настоящее время на базе бывшего хозяйства ведет свою деятельность ООО «ВПМ» («ВПМ» расшифровывается, как «вкусное полезное молоко»).

### Социально-бытовое обслуживание
Предприятия торговли представлены магазинами индивидуальных предпринимателей и сетевым продовольственным магазином «Пятёрочка», открытым 22 июня 2018 года. Организуется ярмарка для размещения нестационарных объектов мелкорозничной сети. Работает столовая общественного питания на 160 посадочных мест. 6 ноября 2012 года открылось придорожное кафе «Олимп».
В селе имеется отделение «Сбербанка России».
Для обслуживания жилого фонда в 1998 году было образовано МУП ЖКХ «Запрудновское», первым директором стал Пахомов Николай Иванович. С 2008 года предприятие было реорганизовано в ООО «Коммунальные услуги», управлять ЖКХ стал Чигаров Иван Александрович.
В ООО «Коммунальные услуги» работает около 60 человек различных профессий: бухгалтеры, экономисты, маляры, рабочие, слесари, дворники, сварщики, электрики. Спектром деятельности организации является обслуживание отопления, водоснабжения, канализации, кровли, подъездов, подвалов и т.д.
Вывоз мусора с. Запрудное производится на свалку ТБО, расположенную в 800 м севернее села. Свалка ТБО организована в 1970 году без проекта, занимает территорию 0,35 га. Свалка ТБО находится в ведомственной принадлежности МУП ЖКХ «Запрудновское». В настоящее время накоплено отходов 17500 тонн (70,0 тыс. м3). Промышленные отходы на свалке отсутствуют.
Для захоронения умерших используется кладбище, площадью 2,21 га, расположенное в 1 км северо-западнее Запрудного.

#### Газоснабжение
Газоснабжение Запрудновского сельсовета природным газом осуществляется от газораспределительной станции (ГРС) «Запрудновская», расположенной в Кстовском районе за границами муниципального образования.
Газ подаётся по двухступенчатой схеме газопроводами высокого давления Р = 0,6 МПа и Р = 1,2 МПа к ГРП и ШРП в жилых образованиях, а от них потребителям по газопроводам низкого давления Р = 300 даПа.
Расход природного газа по Запрудновскому сельсовету ориентировочно составляет 4796,89 тыс. м3/год.
Газопроводы находятся в удовлетворительном состоянии.

#### Теплоснабжение
Для села характерно развитое централизованное теплоснабжение, которое осуществляется от отдельно стоящей котельной с двумя водогрейными котлами типа ТВГ-8М производительностью по 4,68 Гкал/ч, введёнными в эксплуатацию в 1977 году. Топливо — природный газ.
Котельная в Запрудном — отдельно стоящая, расположена южнее больницы, имеет высоту трубы 29,75 метров.

#### Электроснабжение
Электроснабжение населённого пункта в настоящее время осуществляется централизованно от энергетической системы ОАО МРСК Центра и Приволжья, филиал «Нижновэнерго», через трансформаторные подстанции (ТП), напряжением 10/0,4 кВ.
Центрами питания ТП-10/0,4 кВ являются понизительные подстанции ПС-35/10 кВ Запрудное, ПС-110/35/10 кВ Работки и ПС-110/10 кВ Подлесово. Понизительные подстанции ПС-110/35/10 кВ Работки и ПС-110/10 кВ Подлесово расположены за пределами территории Запрудновского сельсовета.
Населённый пункт оборудован отдельными ТП, в том числе абонентскими. Конструктивно ТП выполнены, в основном, в виде мачтовых однотрансформаторных ТП открытого исполнения, а также отдельно стоящих кирпичных зданий и комплектных трансформаторных подстанций.

#### Водоснабжение
В селе организовано централизованное водоснабжение. Источником водоснабжения служат подземные воды. Водозаборными сооружениями являются 3 артскважины с объемом водопотребления 500 м3/сут и колодцы.
Предприятие ООО «Мостинвест» получает воду от двух артскважин, расположенных на его территории.
Водоснабжение ЗАО «Запрудновское» обеспечивалось от собственных артскважин: МТФ с. Запрудное — 2 скважины; МТФ с. Шава — скважина, МТФ — д. Завражная Слобода — скважина.
Нецентрализованное водоснабжение имеется в старой части Запрудного.

#### Канализация
В cеле имеется централизованная система канализации. Сточные воды проходят очистку на биологических очистных сооружениях проектной мощностью 400 м3/сут, фактическое поступление стоков — 460 м3/сут.
Состав очистных сооружений: аэротенки, пруды-отстойники, иловые площадки.
Площадка очистных сооружений расположена на северо-восточной окраине села, выпуск очищенных стоков — в ручей, впадающий в речку Дударовку.

### Связь и СМИ
Село телефонизировано. Телефонизация осуществляется от Запрудновской АТС. Монтированная ёмкость станции составляет 544 номеров, загрузка — 466 номеров. Станция размещена в приспособленном помещении в здании совхозной конторы и имеет современное электронное оборудование (SI2000). Доступна сотовая связь, обеспечиваемая всеми основными федеральными операторами сотовой связи. Компания Ростелеком предоставляет услуги широкополосного доступа в Интернет, интерактивного телевидения.
Почтовое обслуживание в селе началось в 1950 году. Отделение почтовой связи находится в здании Запрудновской администрации.
Источником информации о жизни района для жителей посёлка является районная газета «Маяк» и сайт Запрудновского сельского поселения.

### Транспорт
Пассажирские пригородные и областные междугородние перевозки осуществляются Нижегородскими и Кстовским пассажирскими автотранспортными предприятиями, а так же частными транспортными компаниями. По автодороге М7 «Волга» осуществляется транспортное пассажирское обслуживание по направлениям: Нижний Новгород — Работки (4 рейса в сутки), Кстово — Работки (14 рейсов в сутки), Кстово — Прокошево (5 рейсов в сутки). Так же по данной автодороге проходят многочисленные транзитные пассажирские маршруты по направлениям Москва, Казань, Уфа, Чебоксары, Ижевск, Пермь и др.

## Образование
Система образования в Запрудном представлена муниципальным общеобразовательным учреждением «Средняя общеобразовательная школа» и муниципальным детским образовательным учреждением «Детский сад №37».
Сначала учителей не было в Запрудном и школ не было. По воспоминаниям старейшего жителя Запрудного Михаила Якимовича Чупрунова, старший (на 10 лет) брат учился у псаломщика, который собирал человек 10 детей и обучал их два года письму и счету. В 1900 году построили начальную трёхклассную школу. Учила детей дочь псаломщика, потом дочь попа, а сам поп преподавал закон божий. За учёбу в школе платили. Девочек сначала родители в школу не пускали, т.к. надо было прясть и вязать на всю семью — ведь всё делали сами, некоторые учились у старух азбуке и читать церковные книги. Позднее девочек тоже стали кое-кто отдавать в школу. Когда учился М. Я. Чупрунов, то учеников уже было много — 60 человек. Все учились в одном классе, оценок не ставили. Учёбу начинали с 8-9 лет — ходил поп по селу и записывал в школу. М. Я. Чупрунов в школу пошёл с 9 лет. Многие до конца года не доучивались — как начинался сев, отец забирал на работу. Единственный человек в Запрудном, который в то время получил образование — Чадаев Николай Иванович. Он служил у хозяина нескольких пароходов и баржей, у которого служил ещё его отец, и который рекомендовал его в речное училище. Чадаев Н. И. стал позднее капитаном и 50 лет проработал на водном транспорте, был награждён орденом Ленина, в его честь назван ледокол Волжского пароходства «Капитан Чадаев», его именем был назван колхоз в Запрудном.
В 1930-е годы начальной школой заведовала Евдокия Михайловна Ермакова. Своей обязанностью она считала не только учить детей, но и помогать в работе первому колхозу в селе Запрудное. А в годы Великой Отечественной войны всю себя посвятила детям, чтобы каждый ребёнок мог учиться: холодной зимой с утра ходила по домам, и сама провожала детей в школу, потому что было всего несколько пар валенок на всех. Полученные продукты также делила на всех ребят. Евдокия Михайловна награждена орденом Ленина. В 1944 году в начальную школу пришел работать Швецов Степан Вячеславович — участник Великой Отечественной войны. Степан Вячеславович получил на войне ранение, впоследствии ногу ампутировали. 40 лет на одной ноге и на протезе Степан Вячеславович работал учителем начальных классов, имеет медаль «За трудовое отличие».
Современное здание школы было построено в 1966 году на базе Шавской, Запрудновской и Кадницкой школ. В 1966 году в школе обучалось 500 детей из 18 сел и деревень, 100 детей жили в пришкольном интернате (старое здание начальной школы), который находился в старой части села. Учились в две смены. Первым директором был Петряков Михаил Иванович, его заместителем — Самойлова Муза Васильевна.
Первый педагогический коллектив:
- Баранов Василий Алексеевич
- Троицкий Николай Вениаминович
- Подшивалов Михаил Матвеевич
- Бакланов Василий Иванович
- Кудрячкова Мария Федоровна
- Кравцова Нина Сергеевна
- Угарова Мария Анатольевна
- Попова Надежда Константиновна
- Новикова Надежда Федоровна
- Гайдук Тамара Александровна
- Пряникова Светлана Васильевна
- Байков Евгений Иванович
- Швецов Степан Вячеславович
- Григорьев Федор Михайлович
- Любимова Капиталина Григорьевна
- Жукова Александра Ивановна
- Рогожева Екатерина Евграфовна
- Рогожев Виктор Андреевич
- Сауткина Зоя Петровна
- Клочкова Людмила Александровна
- Олейник Людмила Васильевна

Следующим руководителем школы был Нуянзин Алексей Николаевич. Заместителем директора по учебно-воспитательной работе тогда работала К. А. Суханова. С 1971 по 1980 год школой руководил Красильников Михаил Александрович, участник войны. Под его руководством в школе заработала кабинетная система, музей, почти во всех классах действовали группы продленного дня, открылось новое здание интерната, началось обучение старшеклассников профессиям водителя и оператора машинного доения коров. Заместителями директора являлись Л. А. Девонина и Н. М. Кормакова.
Директором школы с 1981 по 1984 год работал Давыдов Михаил Андреевич, заместителем директора тогда работала А. А. Семёнова. В 1984 году директором школы стала Павлова Людмила Анатольевна, начавшая свою профессиональную деятельность в 1970 году учителем математики. За время её руководства в школе переоборудованы кабинеты, библиотека, которая в своё время заняла первое место в областном конкурсе, а также спортивный зал, создан компьютерный кабинет. Заместителем директора по учебно-воспитательной работе являлась Т. А. Мухина.
В настоящее время директором школы является Носова Татьяна Васильевна, заместителями директора — Березина Анна Борисовна и Костюнина Ольга Александровна.
Среди учителей школы есть особенные люди: Отличник Народного просвещения, учитель начальных классов Рогожев Виктор Андреевич, ветеран ВОВ; Заслуженный учитель РСФСР, учитель начальных классов Нуянзина (Сырова) Анна Владимировна, пришедшая в Запрудновскую школу в 1969 году и проработавшая здесь 26 лет; Павлова Людмила Анатольевна, учитель математики — Отличник Народного просвещения. Сегодня в школе трудится сплоченный высокопрофессиональный педагогический коллектив в составе 20 человек.
В мае 2009 года были открыты мемориальные доски в память о погибших выпускниках Н. В. Зернове и А. Б. Ерофееве, рядовых Советской армии, выполнявших интернациональный долг в республике Афганистан.
Детский садик был открыт 26 марта 1981 года. Его строили с расчетом на 12 групп, но так как некоторые группы переделали в спальни, то там стало 8 групп. Первой заведующей садиком была Валентина Алексеевна Гаранова. Её стаж работы в садике равен 18 годам. В это время в садике осталось 5 групп. С июня 1999 года заведующей садиком стала Захарова Анна Сергеевна. Со времени её работы в апреле 1999 года в детском саду осталось всего 3 группы. Две из них являлись садиковыми и одна — ясельная. В 2007 году в садике насчитывалось 65 детей. Т.к. в селе повысилась рождаемость, то с сентября 2008 года открылась еще одна ясельная группа.
Своё название детский сад получил не сразу: в 1970-х годах его называли детским комбинатом и включал он в себя от 200 до 260 детей. С 1980-90 годов его стали называть детский сад. В это время детский сад становится ведомственным и принадлежит совхозу. В 1992-93 годах детский сад передали департаменту образования, и он стал называться МБДОУ д/с №37 села Запрудное. С 2004 года детский сад считается самостоятельной организацией и подчиняется департаменту образования Кстовского муниципального района. В данный момент он имеет лицензию и свидетельство об аттестации и аккредитации. Детский сад общеразвивающей направленности. Образовательные услуги предоставляются на русском языке. Уровень образования (в соответствии с лицензией) — дошкольное образование.
В ДОО функционирует 6 групп общеразвивающей направленности, музыкально-спортивный зал, медицинский и процедурный кабинеты, методический кабинет. В детском саду имеется своя бухгалтерия, состоящая из бухгалтера и главного бухгалтера. Проектная мощность — 131 человек, фактическая наполняемость — 110 человек. Участок ДОО озеленён, оснащен прогулочными верандами и постройками для игровой деятельности. На территории дошкольного учреждения ухоженный сад, огород, уголок леса, разбиты цветники и клумбы, имеется спортивная площадка с оборудованием для развития основных движений, проведения подвижных игр и спортивных досуговых мероприятий.

## Здравоохранение
Больница основана в 1957 году в бывшем санатории в селе Шава. Первый руководитель — Лимонов, хирург по образованию. В больнице функционировало несколько отделений: гинекологическое, родильный блок, хирургическое.
На смену Лимонову пришла Баранова, врач-терапевт, затем — Л. М. Олейник. Последующими руководителями были: Р. В. Колпакова, Л. Н. Лебедев, Д. Б. Марсин. С 1995 года Запрудновской амбулаторией заведует Михаил Николаевич Девочкин.
В 1982 году Шавскую больницу закрыли. Тогда была основана Запрудновская участковая больница и 21 января 1987 года в отдельном здании (бывшего детского сада) открыт стационар круглосуточного пребывания на 25 коек, в котором было два отделения: терапевтическое и детское. Функционировала скорая медицинская помощь на дому, которую осуществляли врачи-терапевты, фельдшера. В больнице и в стационаре оказывали бесплатную первичную медицинскую санитарную помощь. Стационар был закрыт в январе 2009 года, теперь здесь функционирует врачебная амбулатория.
Сегодня в амбулатории 15 медицинских работников: есть молодые кадры, есть и опытные, с большим стажем работы. В амбулатории 10 коек дневного стационара. Амбулаторно-поликлиническое звено обслуживает 2300 человек населения, 1100 женского населения, 400 детей. Кроме Запрудного в участок входят еще 10 деревень. В целях оказания первичной медицинской помощи осуществляются следующие функции: осмотр терапевта, осмотр педиатра, оказываются услуги фельдшера-лаборанта, осмотр акушера, уход детской медсестры за новорожденными, работает стоматолог по программе «Сельский доктор». Функционирует кабинет процедурных манипуляций, физиотерапевтического лечения, электрокардиограммы. Проводится диспансеризация всего населения, организуются и проводятся мероприятия по проведению профилактических прививок. Осуществляется медицинская помощь на дому.

## Культура

### Дом культуры

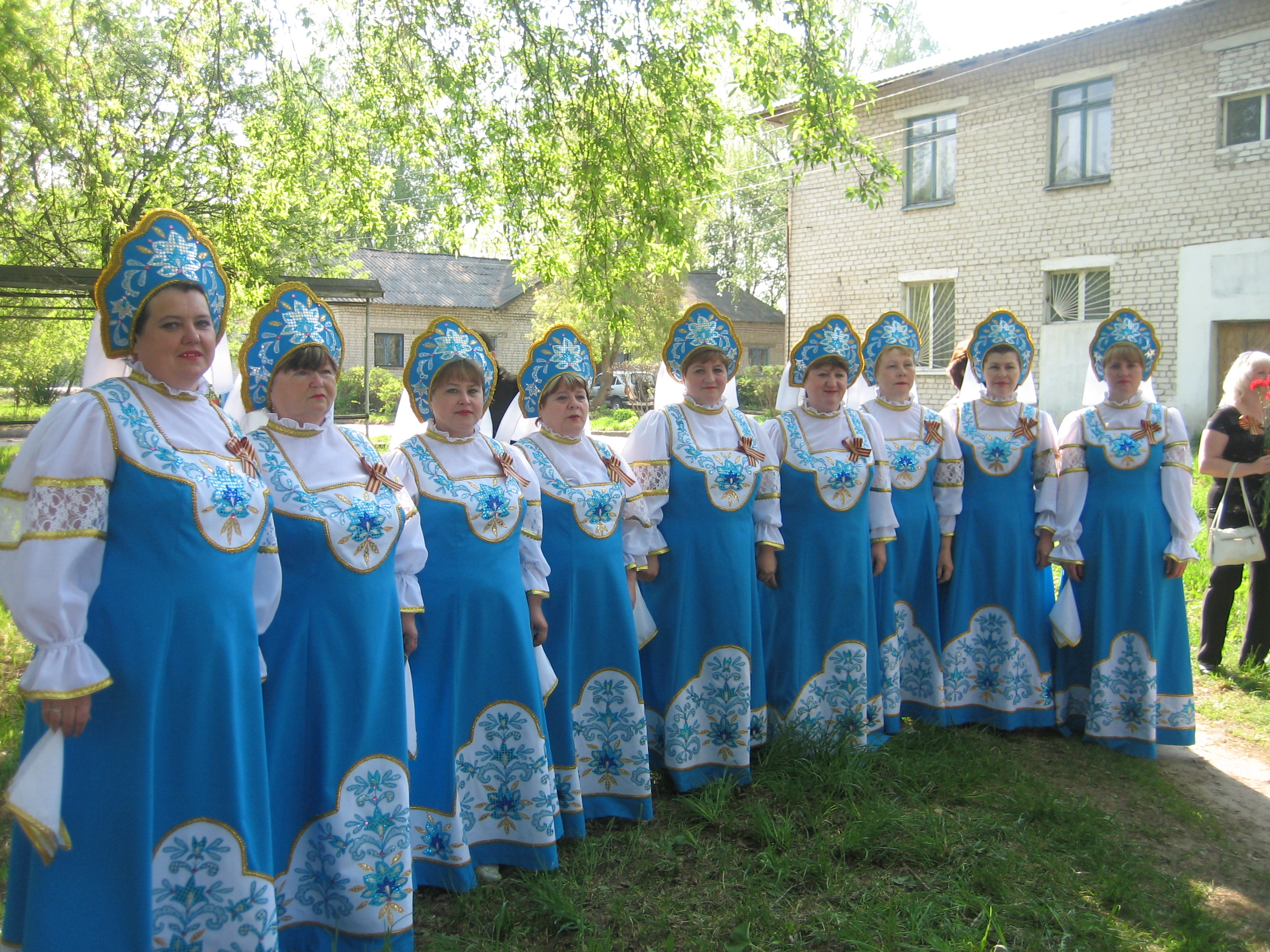
Вокальный ансамбль «Калинка», 9 мая 2010 года.

Запрудновский Дом культуры был открыт 28 марта 1985 года. Первым директором ДК была Тамара Петровна Комарова. Затем последовал Зайцев. В 1972 году руководителем ДК стала ветеран труда Валентина Макаровна Жиркова — более 30 лет она проработала в одном месте. Последующими руководителями были Дубровская Мария Александровна и Гуляева Мария Александровна. В настоящее время директором ДК является Щебиволк Александра Валентиновна.
В клубе работают заведующий сектором по работе с детьми, руководитель танцевального кружка, руководитель кружка декоративно-прикладного творчества, аккомпаниатор. Всего творческих работников — 5 человек.
На сцене ДК в разные годы побывали Г. Вицин, Е. Моргунов, И. Старыгин, В. Ободзинский, В. Трошин, А. Розенбаум, белорусский государственный фольклорно-хореографический ансамбль «Хорошки», казачий народный ансамбль песни и танца «Степь», фольклорный ансамбль «Гусляры».
Внутри ДК существует вокальный ансамбль «Калинка», широко известный во всем Кстовском районе. В Доме культуры проводятся: традиционные мероприятия, вечера отдыха, игровые познавательные программы, сельские посиделки, семейные встречи, проведение утренников для детей — эти и другие формы проведения мероприятий работники ДК предлагают посетителям.

### Библиотека
В 1972 году в помещении бывшей совхозной конторы была открыта Запрудновская сельская библиотека. Первым библиотекарем работала В. Д. Дацук, затем учреждение приняла Е. В. Фомина, которая четыре года спустя перешла в Шавскую сельскую библиотеку, передав книжный фонд Валентине Константиновне Лобуревой. В 1985 году библиотека сменила свое местоположение и была перемещена в новое, просторное помещение Дома культуры с читальным залом.
На данный момент книжный фонд библиотеки села Запрудное насчитывает свыше 24 тысяч экземпляров. Библиотека обслуживает почти две тысячи пользователей при помощи абонемента, читального зала, книгонош. Библиотекари выезжают также в село Варварское, посещают они на дому и тех, кто не может самостоятельно добраться до библиотеки. Регулярно здесь организуются увлекательные литературные игры, гостиные, встречи с интересными людьми, заочные путешествия, выставки и многое другое. В том числе благодаря такой плодотворной деятельности библиотека никогда не бывает пустой и привлекает селян, нуждающихся в чтении и новых знаниях, любого возраста.

## Улицы
- Бурнакова
- Взлеты
- Выселки
- Дружный квартал
- Корякова
- Луговая
- Магистральная
- Набережная
- Новая
- Олимпийский квартал
- Полевая
- Рябиновая
- Садовая
- Сиреневая
- Центральная
- Юбилейная
- Южный квартал

## Галерея

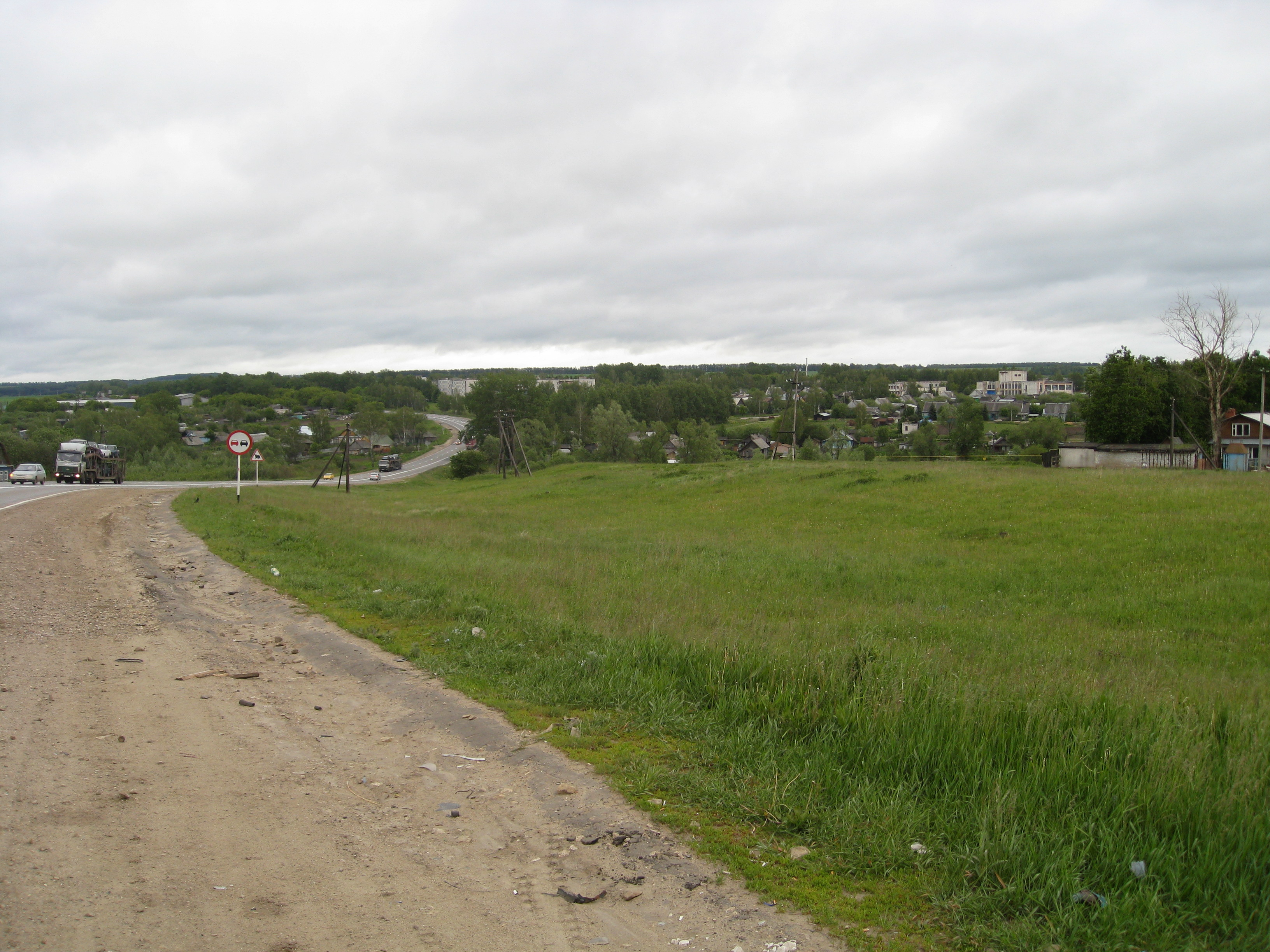
Вид на Запрудное со стороны Кстова (2008)
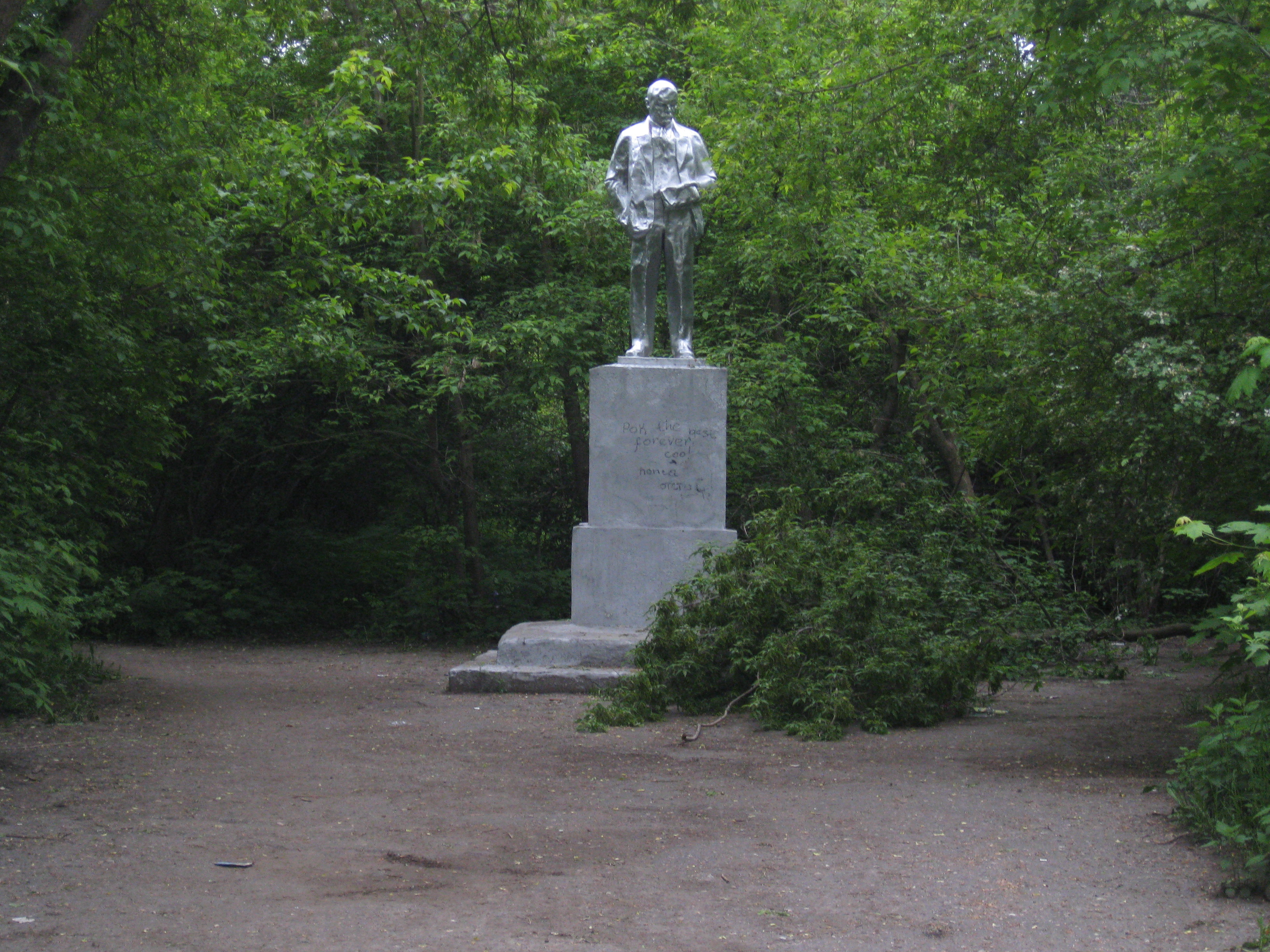
Памятник В. И. Ленину в Ленинском парке (2008)
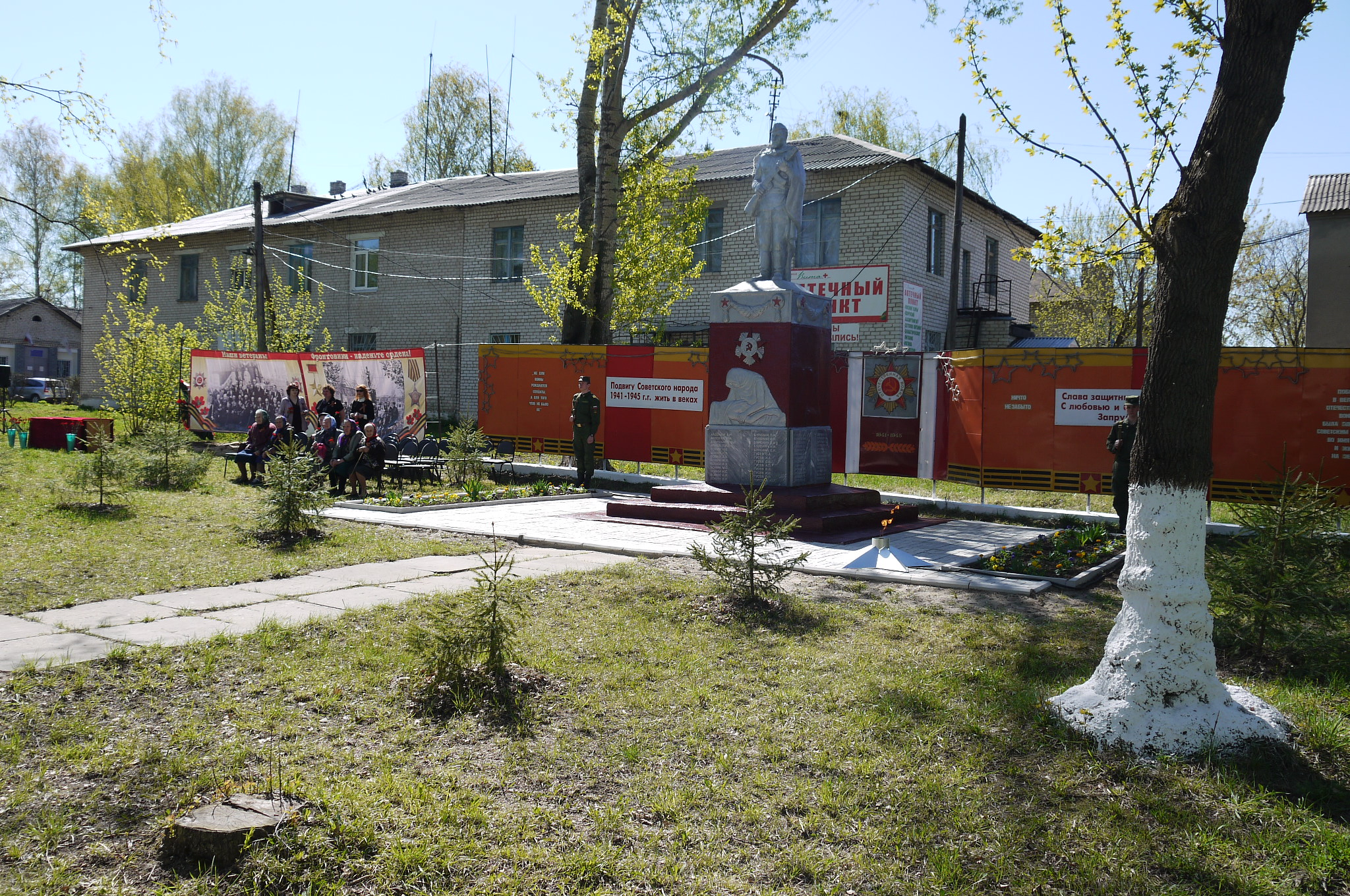
Памятник погибшим воинам ВОВ (9 мая 2015)
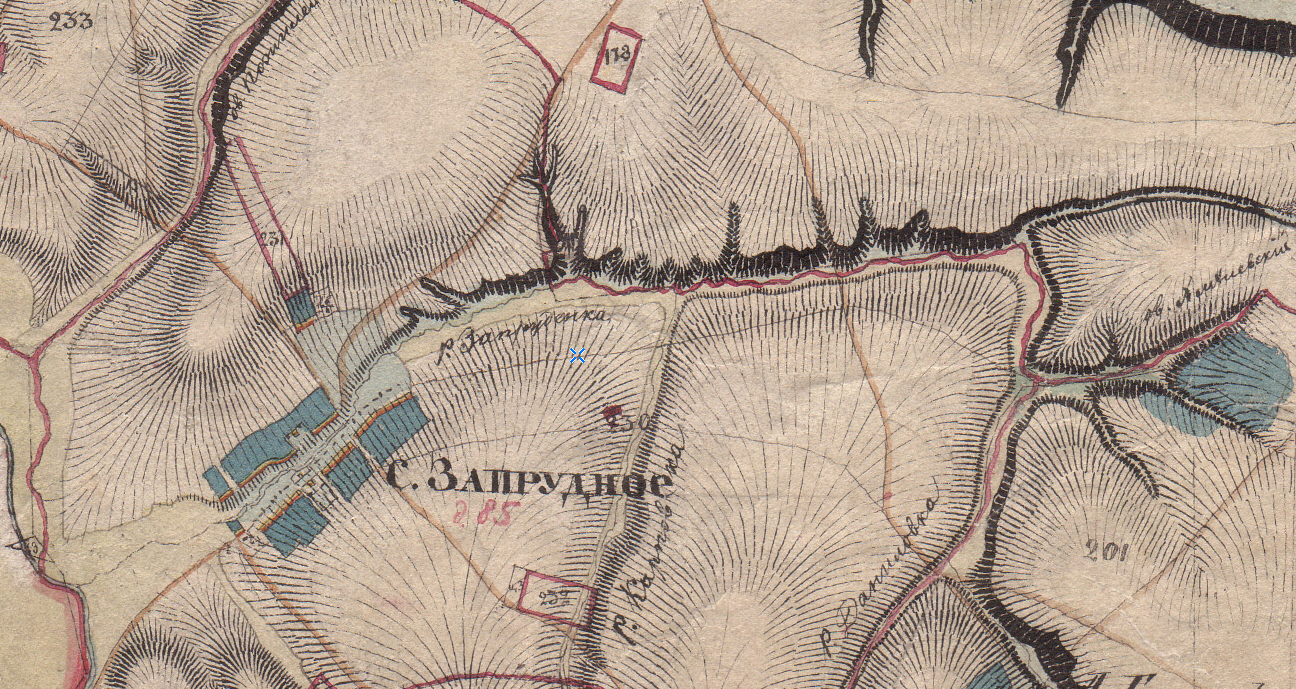
Запрудное на 1848 год состояло из 85 дворов